# Ascalohybris obscura
Ascalohybris obscura är en insektsart som först beskrevs av Van der Weele 1909.  Ascalohybris obscura ingår i släktet Ascalohybris och familjen fjärilsländor. Inga underarter finns listade i Catalogue of Life.